# Louis Maurel
Pour les articles homonymes, voir Maurel.
Louis Maurel, né le 30 mars 1859 à Paris et mort dans cette même ville le 15 janvier 1936, est un chanteur et acteur français.

## Biographie
Louis Charles Marie est le fils de Pierre Bernard Auguste Bruno Maurel, artiste dramatique, et Julie Françoise Bourrion.
Il est d'abord musicien dans l'orchestre de son père, directeur de théâtre à Lyon; sa sœur ainée, Rosine Maurel est comédienne.
Il devient ensuite chanteur au Café-Concert. 
Il épouse Louise Pauline Artus.
Il joue la comédie au Palais-Royal, à l'Athénée et à Mogador et participe à diverses revues (Folies Bergères...).
Il est acteur de cinéma dans quelques films, et également éditeur de musique.
Dans les années vingt, il devient président de l'Union des artistes.
Il est mort à son domicile de l'avenue Charles-Floquet, à l'âge de 76 ans, et inhumé au cimetière du Père-Lachaise.

## Distinctions
- Chevalier de la légion d'honneur[3]